# 江東区立深川第五中学校
江東区立深川第五中学校（こうとうくりつふかがわだいごちゅうがっこう）とは、東京都江東区豊洲に所在する区立中学校。

## 概要
1950年に深川第三中学校より分離独立して開校。全校生徒数306名（1年103名・2年87名・3年116名、2012年度）。豊洲小学校・豊洲北小学校出身の生徒が多数を占めている。近年の豊洲地区の進展に伴い、小学校と同様生徒数が増加傾向にある。

## 沿革
- 1950年（昭和25年）4月1日 - 江東区立深川第五中学校として東京都立第三商業高等学校の校舎を借りて開校。
- 1950年（昭和25年）7月7日 - 現在地に独立校舎竣工。
- 2011年（平成23年）4月1日 - 江東区立有明中学校を分離。

## 交通
- 東京メトロ有楽町線・ゆりかもめ東京臨海新交通臨海線豊洲駅徒歩5分
- 都営バス深川五中前バス停